# Волярка
Воля́рка — село в Україні, у Окнянській селищній громаді Подільського району Одеської області. Населення становить 4 особи.

## Історія
12 червня 2020 року, відповідно до Розпорядження Кабінету Міністрів України від № 724-р «Про визначення адміністративних центрів та затвердження територій територіальних громад Одеської області», увійшло до складу Окнянської селищної громади.
19 липня 2020 року, в результаті адміністративно-територіальної реформи і ліквідації Окнянського району, село увійшло до складу новоутвореного Подільського району.

## Населення
Згідно з переписом УРСР 1989 року чисельність наявного населення села становила 13 осіб, з яких 6 чоловіків та 7 жінок.
За переписом населення України 2001 року в селі мешкали 4 особи. 100 % населення вказало своєю рідною мовою українську мову.

## Люди
В селі народився Григурко Іван Сергійович — український прозаїк, публіцист.